# Lajos Tisza

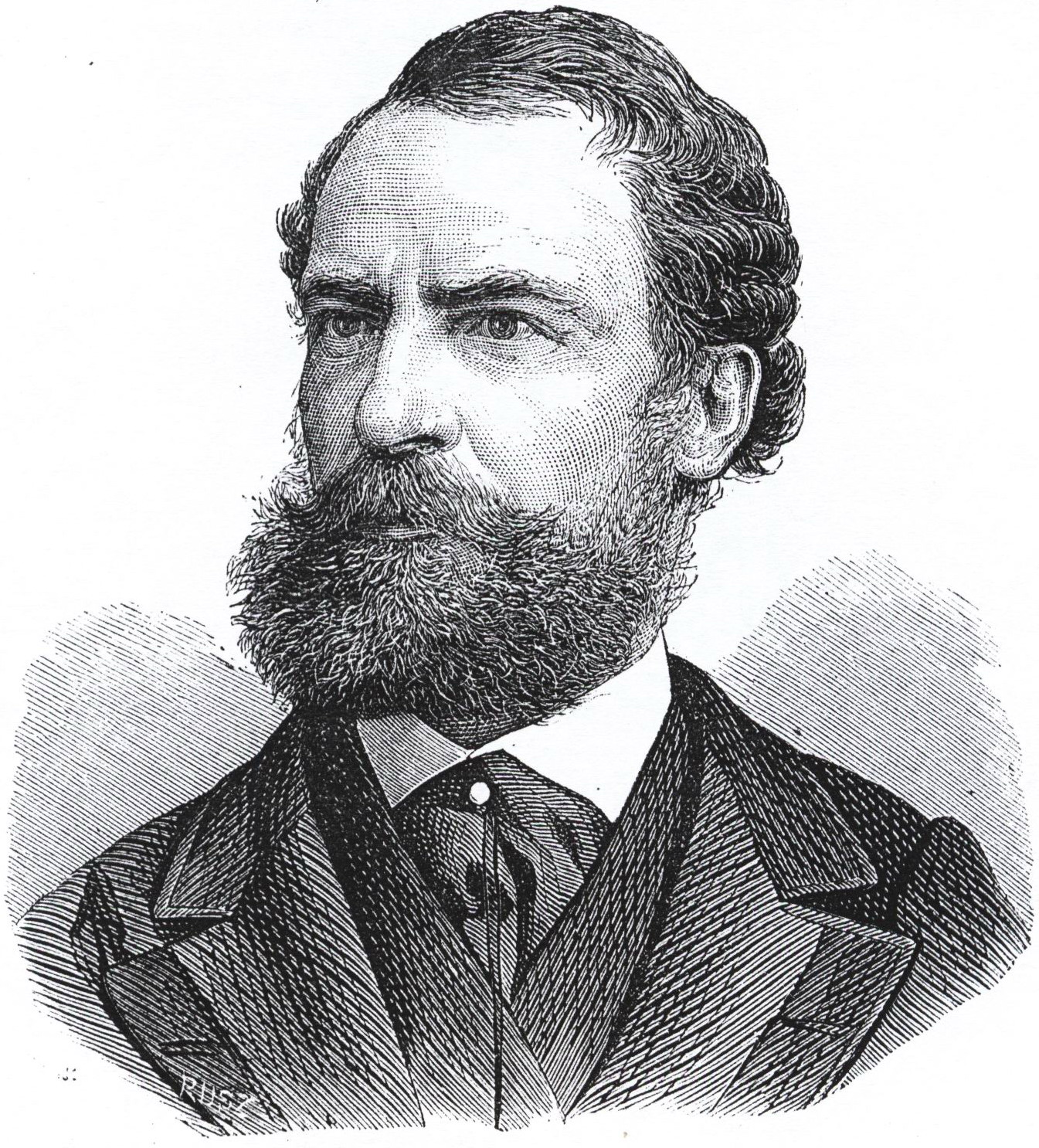
Lajos Tisza.

Lajos (Ludvig) Tisza von Borosjenő et Szeged, född den 12 september 1832 i Geszt, död den 26 januari 1898 i Budapest, var en ungersk greve och politiker, bror till Kálmán Tisza.

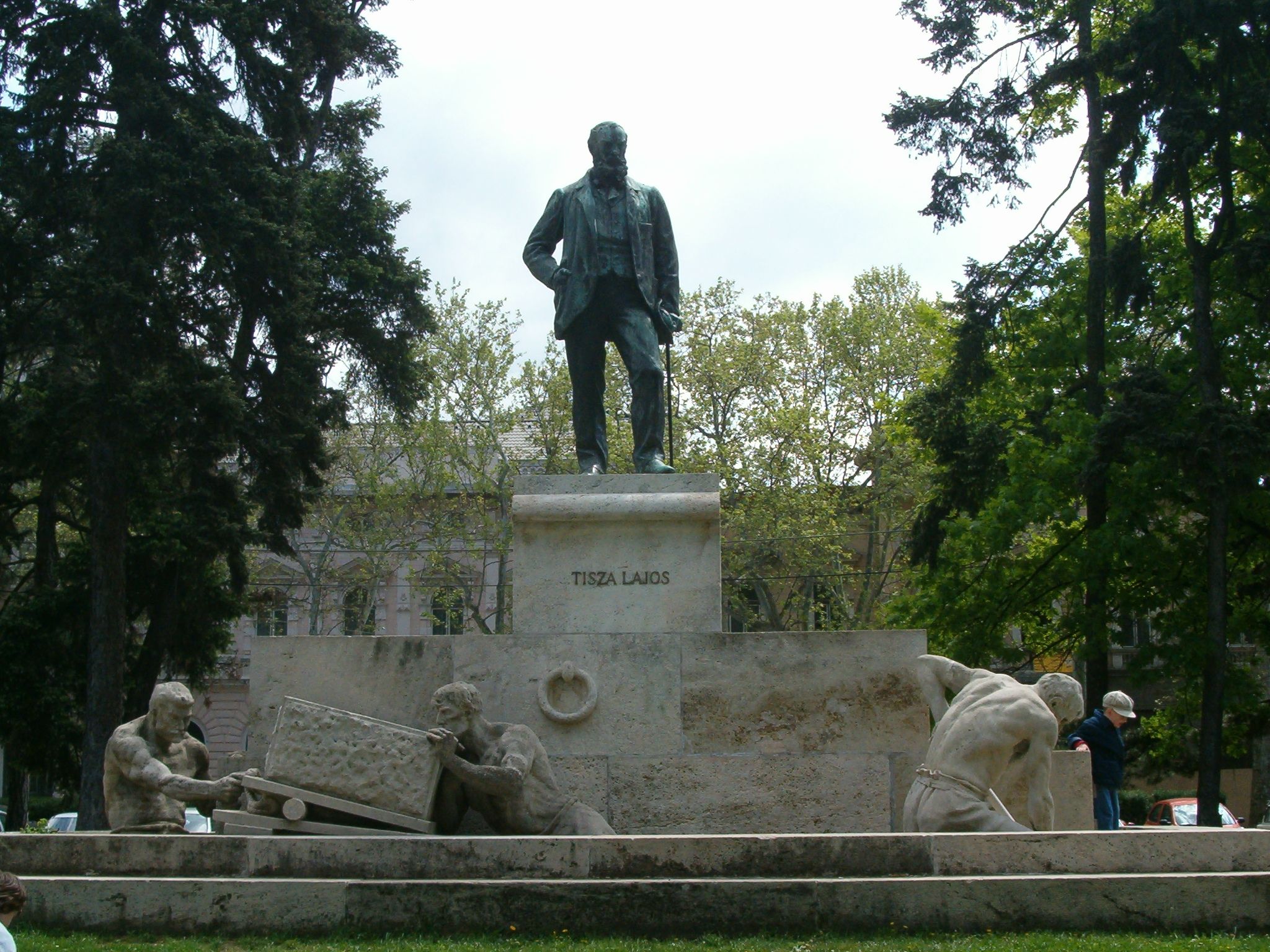
Monumentet i Szeged, utfört av János Fadrusz.

Tisza blev 1861 medlem av riksdagen, 1867 obergespan i komitatet Bihar, var 1871–73 kommunikationsminister och utvecklade mycken kraft som kunglig kommissarie 1879–83 för återuppbyggandet av den genom översvämning 1879 förstörda staden Szeged. Han upphöjdes med anledning därav 1883 till greve Tisza de Szeged. Tisza var november 1892–juni 1894 minister vid kungliga hovlägret i ministären Wekerle. Den tacksamma staden Szeged reste 1904 ett monument över honom.